# مقبرة 55
مقبرة 55 وتعرف عالميا باسم KV55 ، وتقع بالوادي الشرقي في وادي الملوك بصعيد مصر. اكتشفت على يد إدوارد راسل آيرتون عام 1907 أثناء قيامه بالتنقيب في الوادي لصالح المحامي الأمريكي ثيودور ديفيز. ومنذ اكتشاف المقبرة ساد الاعتقاد بأن المومياء التي تم العثور عليها هي للفرعون إخناتون ؛ وهو ما وطدته الاختبارات الجينية والأبحاث المعملية التي أجريت على المومياء..وتم الإعلان عن تلك الاختبارات في فبراير 2010 وجاءت بأن صاحب المقبرة هو ابن أمنحتب الثالث وفي نفس الوقت والد توت عنخ أمون . علاوة على أن عمر صاحب المومياء يتماشى مع عمر إخناتون عند وفاته. وهو ما لا يدع مجالا للشك بأن المومياء التي تم العثور عليها هي فعلا مومياء إخناتون.

## تاريخها

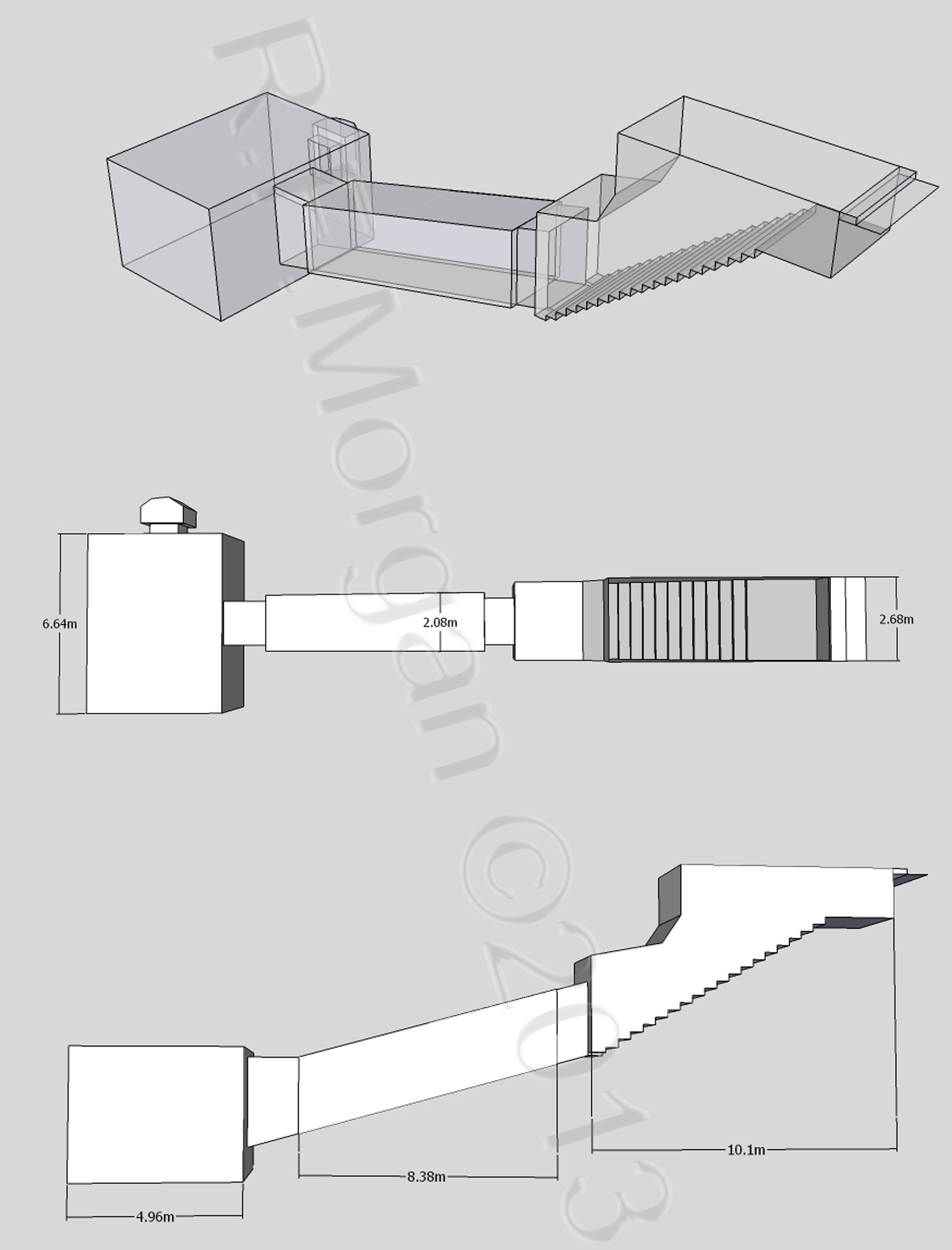
الشكل العام لمقبرة اخناتون

كان هناك الكثير من الغموض المحيط سواء بتاريخ المقبرة أو صاحبها الأصلي . فمع اكتشاف المقبرة لأول مرة أعتــُقد أنها جبانة ملكية استخدمت لدفن فراعنة من أواخر عهد الأسرة الثامنة عشر بعد التخلي عن تل العمارنة كعاصمة للبلاد، والتخلي عن المدينة الجنائزية بها حتى تم تحديد هوية صاحب المومياء عن طريق الحمض النووي لتأتي النتائج مؤكدة على أن صاحب المقبرة هو الأب الشرعي لتوت عنخ أمون والذي بينت النقوش الآثرية فيها من قبل أنها لإخناتون . وبعيدا عن هوية صاحب المقبرة الأصلي، جاءت المتعلقات المستخرجة من المقبرة لتؤكد أنها استخدمت لدفن أكثر من شخص واحد، سواء دفنوا جميعا في نفس الوقت أو على مدار فترة من الزمن.
كما تشير الدلائل على اقتحام المقبرة في فترة أعقبت عصر الأسرة الثامنة عشر، وتحديدا في عهد الأسرة العشرين حيث تم انتشال جميع المومياوات (خلاف مومياء إخناتون) ونقلها إلى المقبرة 35 في حين تم الإبقاء على المومياء المتبقية وتدنيس متعلقاتها الموجودة داخل المقبرة.
والمقبرة تعرف أيضا باسم «خبيئة العمارنة» بسبب المتعلقات الخاصة بأناس عدة، يعتقد أنهم دفنوا في هذه المقبرة في وقت من الأوقات .

## استخدامات لاحقة للمقبرة
خلال عام 1923 استخدم هاري بيرتون المقبرة كمعمل تحميض للصور الفوتوغرافية المستخدمة في توثيق حملة هوارد كارتر للكشف عن مقبرة توت عنخ أمون.

## وصلات خارجية
- مشروع تخطيط طيبة: مقبرة 55 - يضم وصفا وصورا وخرائط للمقبرة.